# Тёмная широколобка
Тёмная широколобка (лат. Limnocottus griseus) — вид скорпенообразных рыб подсемейства глубинных широколобок (Abyssocottinae). Эта пресноводная рыба является эндемиком озера Байкал в России. Обитает на илистом дне на глубине 250—1300 м.